# Hankels Ablage
La Hankels Ablage (letteralmente: "deposito di Hankel") era un grosso magazzino di legname, attrezzato con un rudimentale porticciolo, sulla Dahme (per la precisione su un allargamento del fiume chiamato lago di Zeuthen) nel territorio del comune brandeburghese di Zeuthen, sul lato meridionale dei confini della città di Berlino.

## Storia
Fu costruito come magazzino temporaneo di legname, che veniva scaricato e reimbarcato dalle chiatte che navigavano la Dahme e la Sprea, in una posizione ideale per un deposito di smistamento del legname verso la città di Berlino. Il nome deriva da quello della famiglia Hankels, che vi risiedette per generazioni. Friedrich Hankel ricevette un terreno in eredità nel 1789, sul quale fece erigere questa struttura. Nel 1866 August Hankel ottenne che nei pressi venisse eretta una stazione della tratta ferroviaria Berlino-Görlitz, che prese il nome appunto di Hankels Ablage (oggi non più esistente).Tuttavia, secondo il racconto che Fontane fa esporre alla titolare dell'albergo nel corso di un colloquio con il protagonista maschile del romanzo, un membro della famiglia Hankel, che faceva il pescatore, avrebbe colà posseduto, ed abitato, una grossa  baracca con annesso imbarcadero, che successivamente avrebbe trasformato in luogo di ristoro e piccolo albergo per turisti berlinesi e che prese il nome dal proprietario. Oggi l'antico locale alberghiero appartiene ad un centro di ricerche tedesco, il Deutsches Elektronen-Synchrotron (DESY)

## Hankels Ablagein letteratura
La Hankels Ablage fu particolarmente caro al romanziere tedesco Theodor Fontane, che vi lavorò alla sua opera Irrungen, Wirrungen: egli fa soggiornare proprio qui i suoi protagonisti per una breve escursione, fatto che costituisce un punto chiave della narrazione. Di questa località scrive ancora Fontane nella sua opera Viaggio nella Marca di Brandeburgo ed accenna ad essa anche nel suo romanzo Stine.